# Konjuh (Kruševac)
Konjuh (Servisch cyrillisch Коњух) is een plaats in de Servische gemeente Kruševac. De plaats telt 1139 inwoners (2002).